# Karadžić
Karadžić är ett sydslaviskt efternamn som förekommer i bland annat Serbien och Bosnien och Hercegovina.

## Personer med namnet Karadžić
- Vuk Karadžić, serbisk lingvist
- Radovan Karadžić, bosnienserbisk politiker och dömd krigsförbrytare